# Borusan Otomotiv Motorsport
Borusan Otomotiv Motorsport – turecki zespół wyścigowy założony w 2008 roku. Nazwa zespołu pochodzi od nazwiska jego właściciela Borusana Otomotiva, tureckiego importera BMW. Siedziba zespołu znajduje się w Stambule.
W historii startów zespół pojawiał się w stawce Turkish Circuit Championship, World Touring Car Championship oraz European Touring Car Cup.